# 286 v.Chr.
Het jaar 286 v.Chr. is een jaartal volgens de christelijke jaartelling.

## Gebeurtenissen

### Griekenland
- Lysimachus (286 - 281 v.Chr.) bestijgt de troon van Macedonië en verdrijft Pyrrhus van Epirus uit Thracië.

## Geboren
- Antiochos II Theos (~286 v.Chr. - ~246 v.Chr.), koning van het Seleucidenrijk (Syrië)